# Turkvision Song Contest 2017
Il Turkvision Song Contest 2017 doveva essere la 4ª edizione del concorso musicale che avrebbe avuto luogo ad Astana in Kazakistan.

## Location

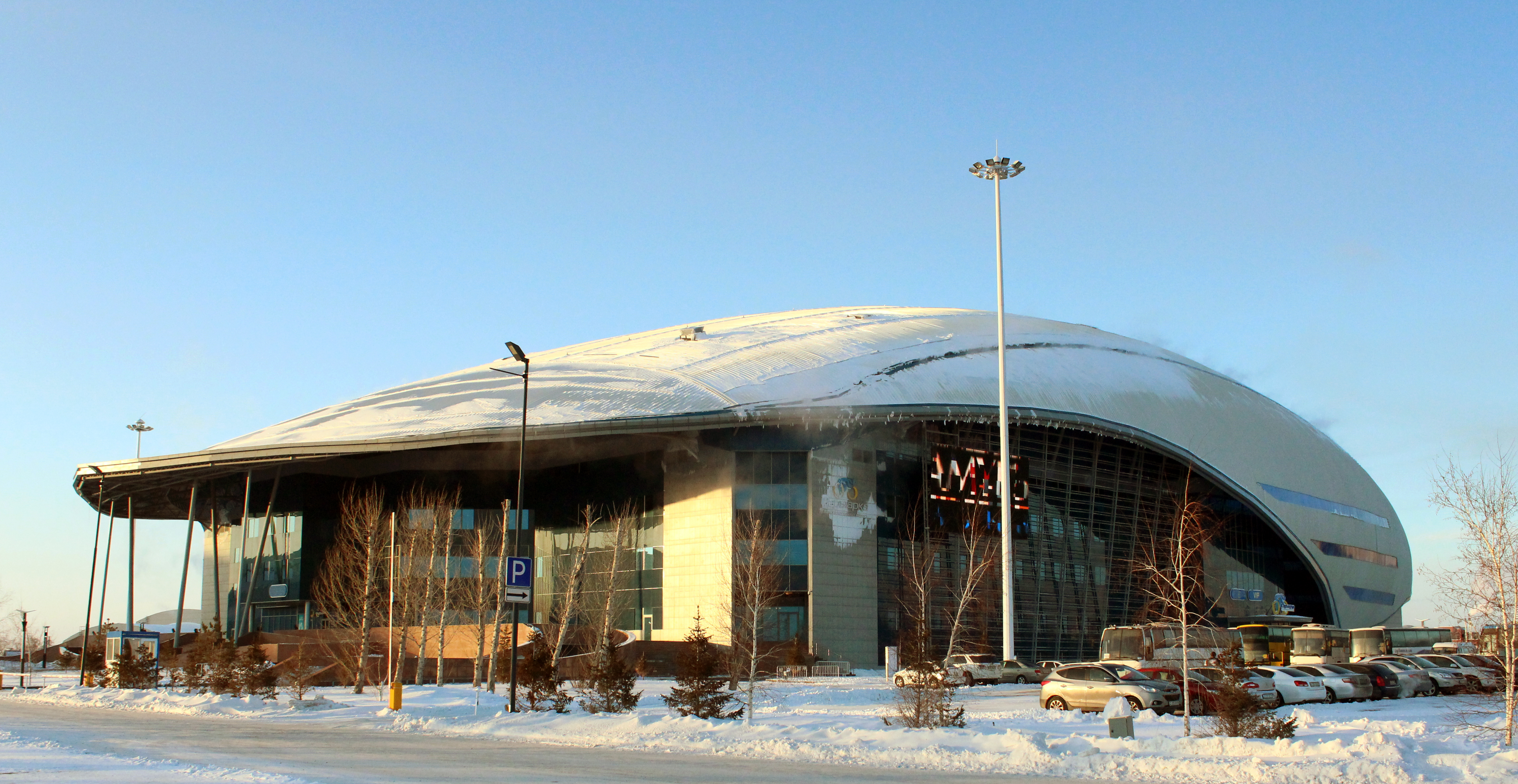
La Saryarka Velodrome, sede ufficiale del Turkvision Song Contest 2017

Il concorso era originariamente prevista per il mese di dicembre 2016, ma è stato annullato a causa di eventi in corso in Turchia, segnando per la prima volta l'annullamento di un concorso.
Nel febbraio 2017 è stato annunciato dal Ministero della Cultura e dello Sport del Kazakistan, che l'edizione 2017 si sarebbe tenuta ad Astana e che avrebbe coinciso con altri eventi che si erano svolti nella capitale kazaka come parte dell'Expo 2017.

## Cancellazione
Il 20 ottobre 2017, dopo continui rinvii di date e riorganizzazioni di sedi, è stato annunciato che per il secondo anno consecutivo il contest non avrebbe più preso luogo.

## Partecipanti
La tabella che segue contiene i nomi delle nazioni e delle regioni autonome o contese che avevano anzitempo annunciato la loro partecipazione (alcune di queste avevano anche già selezionato l'artista e il brano):
| Nr. | Paese                  | Artista            | Canzone                   | Lingua           | Posizione | Punti |
| --- | ---------------------- | ------------------ | ------------------------- | ---------------- | --------- | ----- |
| 01  | Altaj                  |                    |                           | Altai            |           |       |
| 02  | Azerbaigian            | Sevinc Beyaz       |                           | Azero            |           |       |
| 03  | / Balcaria e Circassia | Aris Appaev        | "Unutma Meni"             | Cabardo          |           |       |
| 04  | Baschiria              | Ziliya Bachtieva   | "Donya Mathur"            | Baškiro          |           |       |
| 05  | Bielorussia            | Svetlana Agarval   | "Meni Anla"               | Azero            |           |       |
| 06  | Chakassia              | İrenek Han         |                           | Chakasso         |           |       |
| 07  | Cipro del Nord         |                    |                           | Turco            |           |       |
| 08  | Crimea                 | Alseda Seydaliyeva |                           | Tataro di Crimea |           |       |
| 09  | Cumucchi               | Daniyal Harunov    |                           | Cumucco          |           |       |
| 10  | Găgăuzia               | Yulia Arnaut       | "Kemençä"                 | Gagauzo          |           |       |
| 11  | Germania               | Seyran             |                           | Tedesco, Turco   |           |       |
| 12  | Kazakistan             | Dimash Kudaibergen |                           | Kazako           |           |       |
| 13  | Kirghizistan           |                    |                           | Chirghiso        |           |       |
| 14  | Lettonia               | Oksana Bilera      | "Yakışıyor Bize Bu Sevgi" | Turco            |           |       |
| 15  | Moldavia               | Pelageya Stefoglo  | "Yallah Yallah!"          | Turco            |           |       |
| 16  | Oblast' di Mosca       | Zülhiza İlbakova   |                           | Baškiro          |           |       |
| 17  | Paesi Bassi            | Elcan Rzayev       | "Ana vәtәn"               | Azero            |           |       |
| 18  | Polonia                | Olga Shimanskaya   | "Masal gibi bu dünya"     | Turco            |           |       |
| 19  | Romania                | Sunai Giolacai     |                           | Turco            |           |       |
| 20  | Sacha-Jacuzia          |                    |                           | Jacuto           |           |       |
| 21  | Sangiaccato            |                    |                           | Turco, Bosniaco  |           |       |
| 22  | Stavropol'             | Islam Satyrov      |                           |                  |           |       |
| 23  | Svezia                 | Arghavan           | "Dirçaliş"                | Azero            |           |       |
| 24  | Tatarstan              | Yämle Kızlar       |                           |                  |           |       |
| 25  | Turchia                |                    |                           | Turco            |           |       |
| 26  | Tuva                   |                    |                           | Tuvano           |           |       |
| 27  | Ucraina                | Natalia Papazoglou | "Tikenli Yol"             |                  |           |       |